# Festuca chrysophylla
Festuca chrysophylla là một loài thực vật có hoa trong họ Hòa thảo. Loài này được Phil. mô tả khoa học đầu tiên năm 1891.